# Reo Flying Cloud
Der Reo Flying Cloud war ein Oberklasse-PKW, den die US-amerikanische Reo Motor Car Company von 1927 bis 1936 als Nachfolger des Modells T6 fertigte. Der Name sollte an ein leichtfüßiges Fahrzeug gemahnen, was angesichts der schweren Sechs- und Achtzylindermotoren uns heute doch eher vermessen scheint.

## Von Jahr zu Jahr

### Flying Cloud, Flying Cloud Mate und Flying Cloud 15 (1927–1931)
Der erste Flying Cloud wurde als Modell 1927 vorgestellt. Der Luxuswagen war gegenüber dem Vorgänger T6 etwas gewachsen, im Radstand um 1″ auf 3073 mm und in der Leistung um 10 bhp auf 65 bhp (48 kW). Angetrieben wurde der Wagen von einem Continental-Reihensechszylindermotor mit 3518 cm³ Hubraum. Als Aufbauten gab es einen viersitzigen Roadster, ein viersitziges Coupé in Standard- und Luxusausführung, einen fünfsitzigen Brougham und eine fünfsitzige Limousine. Die Wagen, die auch 1928 noch unverändert angeboten wurden, verkauften sich sehr gut. 1928 konnte mit 29.000 Exemplaren sogar der absolute Produktionsrekord der Firma erzielt werden.
1929 verringerte man den Radstand des Flying Cloud auf 2921 mm und bot ihn mit dem gleichen Motor als „kleines Modell“ neben dem neuen Flying Cloud Master an. Zur Unterscheidung wurde der Wagen, der nur noch als Coupé oder viertürige Limousine erhältlich war, Flying Cloud Mate genannt. Von beiden Modellen zusammen verkaufte Reo in diesem Jahr aber 30 % weniger als im Vorjahr. Der Schwarze Freitag hatte seine Spuren in der US-amerikanischen Wirtschaft hinterlassen.
1930 wurde die Flying-Cloud-Palette nochmals nach oben erweitert. Das „kleine Modell“ hieß nun Flying Cloud 15, was auf den Radstand von 2921 mm (= 115″) hinwies. Die Motorleistung sank auf 60 bhp (44 kW). Im Folgejahr hatte der Flying Cloud 15 wieder einen um 1″ längeren Radstand (2946 mm) und war zusätzlich als fünfsitziger Phaeton zu bekommen.
1932 fiel das kleine Modell ersatzlos weg.

### Flying Cloud Master, Flying Cloud 20 / 25 / 6-21 und Flying Cloud (1929–1936)
1929 wurde dem kleinen Modell Flying Cloud Mate ein größerer Wagen mit dem Namen Flying Cloud Master zur Seite gestellt. Sein Radstand war bei 3073 mm geblieben, aber Reo setzte nun einen Motor aus eigener Herstellung, einen Reihensechszylinder mit 4.397 cm³ Hubraum ein, der eine Leistung von 80 bhp (59 kW) abgab. War die Anzahl der Aufbauten in diesem Jahr beim kleinen Modell begrenzt worden, so gab es den Master wie vorher als viersitzigen Roadster, viersitziges Coupé, fünfsitzigen Brougham, fünfsitzige Limousine und sogar als viersitzige Victoria.
Im Folgejahr wurde der Master zum Flying Cloud 20 mit 3048 mm Radstand, der nur noch als Coupé mit 2 oder 4 Plätzen oder als fünfsitzige Limousine erhältlich war, bzw. zum Flying Cloud 25 mit einem Radstand von 3150 mm, den es nur als 7-sitzige Limousine gab.
1931 wurde die Motorleistung auf 85 bhp (62,5 kW) angehoben und der Flying Cloud 25 hatte ein um 1″ gewachsenes Fahrgestell mit 3.175 mm Radstand. Für diesen Wagen gab es jetzt zusätzlich wieder die Victoria.
1932 mündeten beide Modelle im Flying Cloud 6-21, der – daher der Name – 3073 mm (= 121″) Radstand besaß. Es gab nur noch eine viertürige Limousine in Normal- oder Sportausführung. Neu war auch der Motor: Er hatte nur noch 3769 cm³ Hubraum, leistete aber immer noch 85 bhp (62,5 kW).
1933 waren die 1931 eingeführten Achtzylinder-Modelle des Flying Cloud wieder weggefallen; das Sechszylindermodell war wieder der einzige Flying Cloud und erhielt daher keine Zusatzbezeichnung mehr. Sein Radstand betrug nur noch 2985 mm. Coupé, Victoria und Limousine waren im Angebot.
1934 kam wiederum ein neuer Sechszylindermotor aus eigener Fertigung, diesmal mit 3736 cm³ Hubraum und einer Leistung von 95 bhp (70 kW). Neu war eine für 2 Mio. US$ entwickelte Getriebehalbautomatik, bei der die Kupplung nur zum Anfahren benötigt wurde. Als Aufbauten gab es sechs verschiedene Coupés und Limousinen.
1935 war der Royale weggefallen und der Flying Cloud das einzige Modell der Firma. Der alte 3,8 l-R6-Motor mit 85 bhp (62,5 kW) wurde wieder eingebaut und es gab zwei unterschiedliche Fahrgestelle mit 2921 mm und 2997 mm Radstand, beide mit Coupé- und Limousinenaufbauten. Neu war ein Cabriolet mit langem Radstand. Im Folgejahr gab es nur noch die Coupés und Limousinen mit kurzem Radstand. Dies war das letzte von Reo gebaute PKW-Modell.

### Flying Cloud 30 / 8-21 / 8-25 (1931–1932)
Ab 1931 bot Reo erstmals Wagen mit Achtzylinder-Reihenmotor an. Neben dem Spitzenmodell Royale gab es auch einen Flying Cloud 30 mit diesem Motor, der aus 5867 cm³ Hubraum eine Leistung von 125 bhp (92 kW) schöpfte. Auf dem Fahrgestell mit 3302 mm Radstand gab es Limousinen, Coupés und Victorias jeweils in Normal- und Sportausführung.
1932 stattete Reo die Flying Cloud aus Gründen der Wettbewerbsfähigkeit mit kleineren Achtzylindermotoren aus. Die 4,6-l-Maschinen waren nur unwesentlich größer als die Sechszylinder und lieferten mit 90 bhp (66 kW) auch fast die gleiche Leistung. Das Modell Flying Cloud 8-21 hatte mit 3073 mm (=121″) den gleichen Radstand wie das Sechszylindermodell und war, wie dieses, nur als Limousine erhältlich. Der Flying Cloud 8-25 dagegen hatte ein Fahrgestell mit 3175 mm Radstand und war mit den gleichen Aufbauten wie im Vorjahr zu bekommen.
1933 entfielen die Achtzylinder-Flying-Clouds aus der Modellpalette, weil sie sich extrem schlecht verkauften.